# Mesosemia odice
Mesosemia odice är en fjärilsart som beskrevs av Jean Baptiste Godart 1824. Mesosemia odice ingår i släktet Mesosemia och familjen Riodinidae. Inga underarter finns listade i Catalogue of Life.

## Bildgalleri

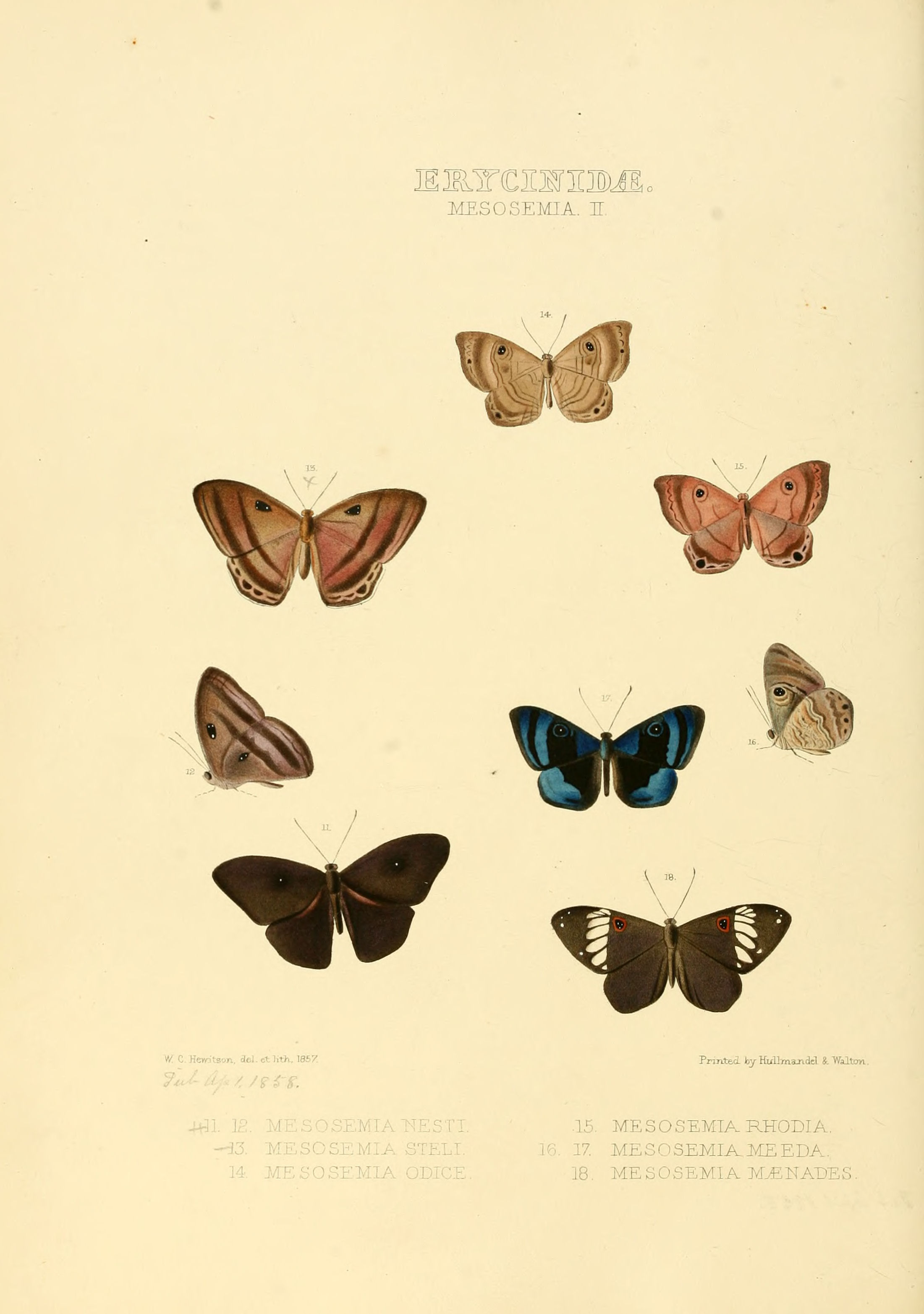